# Jaroslav Paška
Jaroslav Paška (ur. 20 czerwca 1954 w Bańskiej Szczawnicy, zm. 15 lipca 2021) – słowacki architekt i polityk, parlamentarzysta krajowy, minister edukacji i nauki (1993–1994), poseł do Parlamentu Europejskiego.

## Życiorys
Kształcił się na wydziale architektury Słowackiego Uniwersytetu Technicznego w Bratysławie. Studiował również w Wyższej Szkole Sztuk Pięknych w Bratysławie. Pracował jako architekt i wykładowca akademicki.
Po uzyskaniu przez Słowację niepodległości zaangażował się w działalność polityczną. Od listopada 1993 do marca 1994 pełnił funkcję ministra edukacji i nauki w koalicyjnym gabinecie Vladimíra Mečiara. W 1994 został wybrany na posła do Rady Narodowej, był  przewodniczącym komisji nauki, kultury i sportu (od 1996). W 1998 uzyskał reelekcję do parlamentu. Po zakończeniu kadencji w 2002 powrócił do pracy naukowej, wykonywał również zawód architekta.
W 2006 ponownie zdobył mandat posła do Rady Narodowej. Od tego czasu był przedstawicielem Słowacji w Zgromadzeniu Parlamentarnym Rady Europy, w latach 2007–2009 był wiceprzewodniczącym frakcji. W 2009 wybrano go na eurodeputowanego z 2. miejsca listy Słowackiej Partii Narodowej. Przystąpił do grupy Europa Wolności i Demokracji oraz do Komisji Przemysłu, Badań Naukowych i Energii. W PE zasiadał do 2014.
W wyniku wyborów w 2016 powrócił do Rady Narodowej; mandat wykonywał do 2020.